# Clydebank Engineering and Shipbuilding Co
«Clydebank Engineering and Shipbuilding Co.» — консорціум спрямований на будівництво пароплавів на придбаної у сім'ї Томсонів верфі («J. & G. Thomson Ltd.»), яка розташована в Клайдбанк біля Глазго, Шотландія.

## Історія
- 1897 рік — Зведення магазину[1] (складу) для зберігання витратних частин. Спад замовлень призвело до того, що сім'я Томсон продає верф «J. & G. Thomson Ltd.» консорціуму, який перейменовує верф в «Clydebank Engineering and Shipbuilding Co.». Під цим новим ім'ям верф побудувала ще дюжину пароплавів.[1]
- 1897 рік — Випробування HMS Jupiter де згадують Джорджа Томсона і Данлоп (англ. J. G. Dunlop), які представляють «Clydebank Engineering and Shipbuilding Co.»[1]
- 1897 рік — На роботи, які охоплюють 75 акрів, використовують 6500 людей.[1]
- 1898 рік — Спуск на воду колісного пароплава Juno.[1]
- 1899 рік — Верф перейшла до «John Brown and Company, Ltd.», яка була виробником сталі в Шеффілді. Це зміцнило репутацію верфі яка стала здатна для побудови броньованих пластин. Ціна купівлі була £ 933925.[1]

## Пароплави побудовані на верфі «Clydebank Engineering and Shipbuilding Co.»
HMS Europa HMS Юпітер
(Список не повний, доповнюйте)
| Спуск на воду / Здали     | Ім'я         | Водотон-нажність | Компанія, для якої побудували судно                   | Тип судна                                    | Статус / Доля | Фото |
| 27.05.1895 / 24.03.1898   | HMS Terrible | 14200            | Королівський військово-морський флот Великої Британії | бронепалубний крейсер класу Powerful         | В 1895 році спустила на воду компанія «J. & G. Thomson Ltd.» будівництво закінчив консорціум «Clydebank Engineering and Shipbuilding Co.» в 1898 році.                                                                     |      |
| 18.11.1895 / травень 1897 | HMS Jupiter  | 16060            | Королівський військово-морський флот Великої Британії | Пре-дедноут лінейний корабель класу Majestic | В 1895 році спустила на воду «J. & G. Thomson Ltd.». Закінчив будівництво консорціум «Clydebank Engineering and Shipbuilding Co.» в травні 1897 року.                                                                      |      |
| 20.03.1897 / 23.11.1899   | HMS Europa   | 11000            | Королівський військово-морський флот Великої Британії | бронепалубний крейсер класу Diadem           | Почала будувати «J. & G. Thomson Ltd.». Закінчив будівництво консорціум «Clydebank Engineering and Shipbuilding Co.» |      |
| 1898                      | Juno         |                  |                                                       | колісний пароплав                            | [ 1 ] |      |
| 22.04.1898 / ????         | HMS Ariadne  | 11000            | Королівський військово-морський флот Великої Британії | Бронепалубний крейсер класу Diadem           | Спустили на воду 22 квітня 1898 року. |      |
| 13.03.1899 / 28.04.1900   | Asahi        |                  | Військово морський флот Японії                        | броненосець                                  | Киль заложили у 1897 році на верфі «Clydebank Engineering and Shipbuilding Co.», спустили на воду в серпні 1899 і здали в 1900 році, але тоді верф вже перейшла до «John Brown & Company.». Брав участь у Цусимській битві |      |